# Amblydromalus julus
Amblydromalus julus är en spindeldjursart som först beskrevs av Denmark och Evans 1999.  Amblydromalus julus ingår i släktet Amblydromalus och familjen Phytoseiidae. Inga underarter finns listade i Catalogue of Life.